# NBA 2K16
NBA 2K16 är ett basketspel utvecklat av Visual Concepts och utgivet av 2K Sports. Spelet är det sjuttonde i NBA 2K-serien, och släpptes till Windows, PS3, PS4, Xbox 360, Xbox One, Android, IOS, och utkom den 29 september 2015.
Spelet släpptes med olika omslag, ett med Anthony Davis i New Orleans Pelicans,  en med Stephen Curry i Golden State Warriors, samt en med James Harden i Houston Rockets. En specialutgåva pryds av Michael Jordan. Den som köpte spelet i Frankrike fick på omslaget se Tony Parker i San Antonio Spurs och i Tyskland Dennis Schröder i Atlanta Hawks, medan spelets omslag i Spanien pryddes av Marc och Pau Gasol i Memphis Grizzlies respektive Chicago Bulls.

### Fotnoter
1. ↑  Makuch, Eddie. (5 juni 2015). "Don't Like Steph Curry? NBA 2K16 Comes With Swappable Covers". GameSpot. hämtdatum: 6 december 2015.
2. ↑  Sarkar, Samit. (24 juni 2015). "NBA 2K16 Special Edition brings back Michael Jordan on the cover". Polygon. hämtdatum: 6 december 2015.
3. ↑  Campbell, Evan. (24 juni 2015). "NBA 2K16 Special Edition Features Michael Jordan". IGN. hämtdatum: 6 december 2015.
4. ↑  "French NBA 2K16 Cover Features Tony Parker, Confirms 25 Euroleague Teams" Arkiverad 18 november 2015 hämtat från the Wayback Machine.. (4 augusti 2015). Operation Sports. hämtdatum: 6 december 2015.
5. ↑  "Dennis Schröder On Cover Of NBA 2K16 In Germany". (5 augusti 2015). NBA.com. hämtdatum: 6 december 2015.
6. ↑  "Brothers Marc and Pau Gasol to star on Spanish cover of NBA 2K16". (18 augusti 2015). FOX Sports. hämtdatum: 6 december 2015.